# Benfiziatenhaus (Bernbeuren)

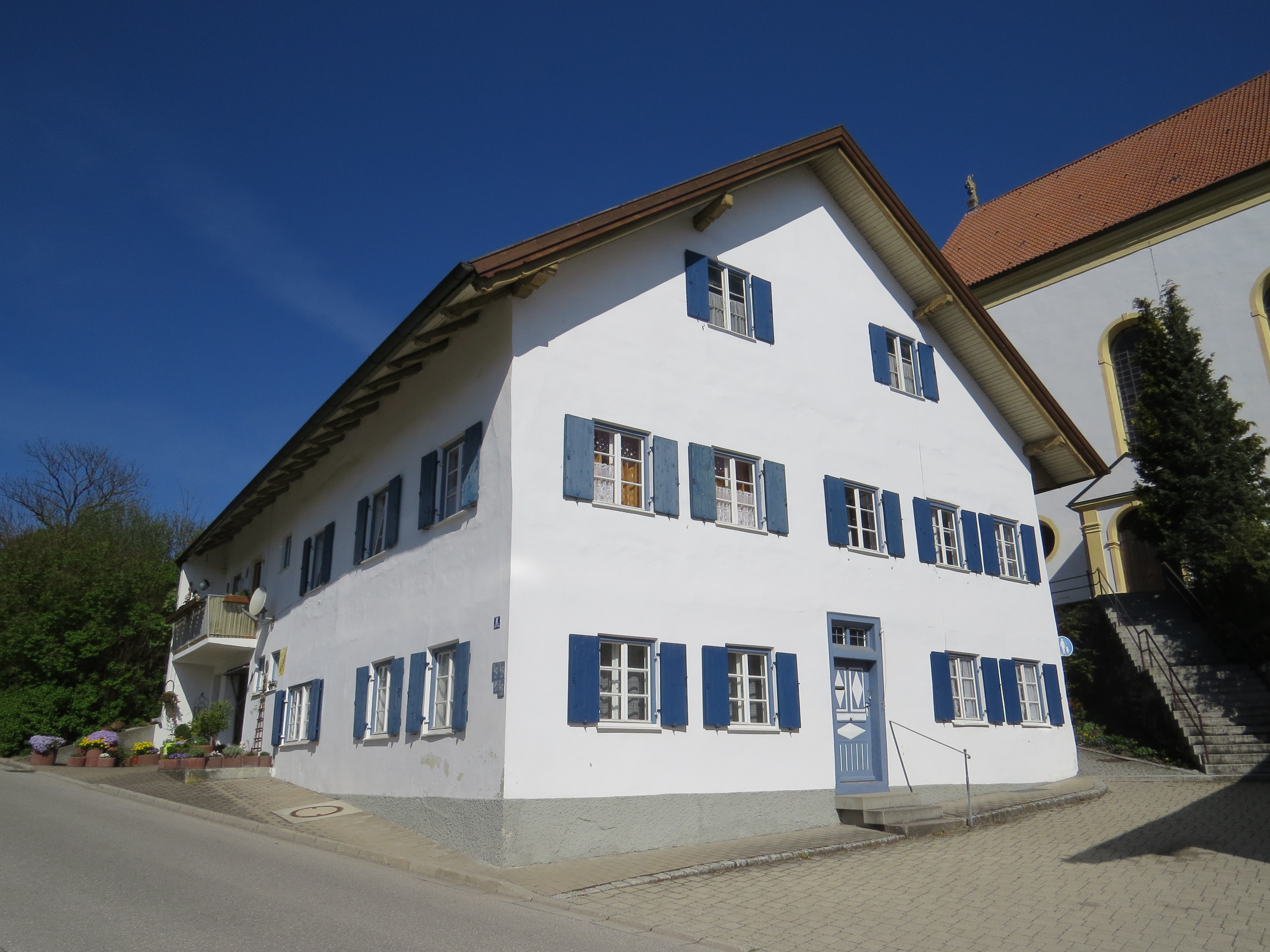
Benfiziatenhaus in Bernbeuren, dahinter die Pfarrkirche St. Nikolaus

Das Benfiziatenhaus in Bernbeuren, einer oberbayerischen Gemeinde im Landkreis Weilheim-Schongau, wurde in der ersten Hälfte des 18. Jahrhunderts errichtet. Das ehemalige Benefiziatenhaus an der Lange Gasse 8, neben der Pfarrkirche St. Nikolaus, ist ein geschütztes Baudenkmal.
Der zweigeschossige, verputzte Einfirsthof mit Satteldach wurde teilweise in Fachwerkbauweise errichtet. Teile des Wirtschaftstraktes wurden erneuert.